# Dacia Mediterránea

Los Balcanes del norte en el siglo VI

Dacia Mediterránea (Dacia Mediterranea; en griego: Επαρχία Δακίας Μεσογείου, romanizado: Eparchia Dakias Mesogeiou) fue una provincia romana de la antigüedad tardía, separada de la antigua Dacia Aureliana por el emperador romano Diocleciano (284-305). Serdica (o Sardica; más tarde Sradetz o Sredets, ahora Sofía) era la capital de la provincia.
Los estudiosos tienen diferentes opiniones sobre la fecha y las circunstancias de la fundación de Dacia Mediterranea como una provincia separada.
En el año 535, el emperador Justiniano I (527-565) creó el arzobispado de Justiniana Prima como primado regional con jurisdicción eclesiástica sobre todas las provincias de la diócesis de Dacia, incluida la provincia de Dacia Mediterranea.